# Jęcznik
Jęcznik (deutsch Davidshof) ist ein Dorf in der polnischen Woiwodschaft Ermland-Masuren. Es gehört zur Gmina Szczytno (Landgemeinde Ortelsburg) im Powiat Szczycieński (Kreis Ortelsburg).

## Geographische Lage
Jęcznik liegt 650 Meter westlich des Großen Schobensees (polnisch Jezioro Sasek Wielki) in der südlichen Mitte der Woiwodschaft Ermland-Masuren, acht Kilometer nordwestlich der Kreisstadt Szczytno (deutsch Ortelsburg).

## Geschichte

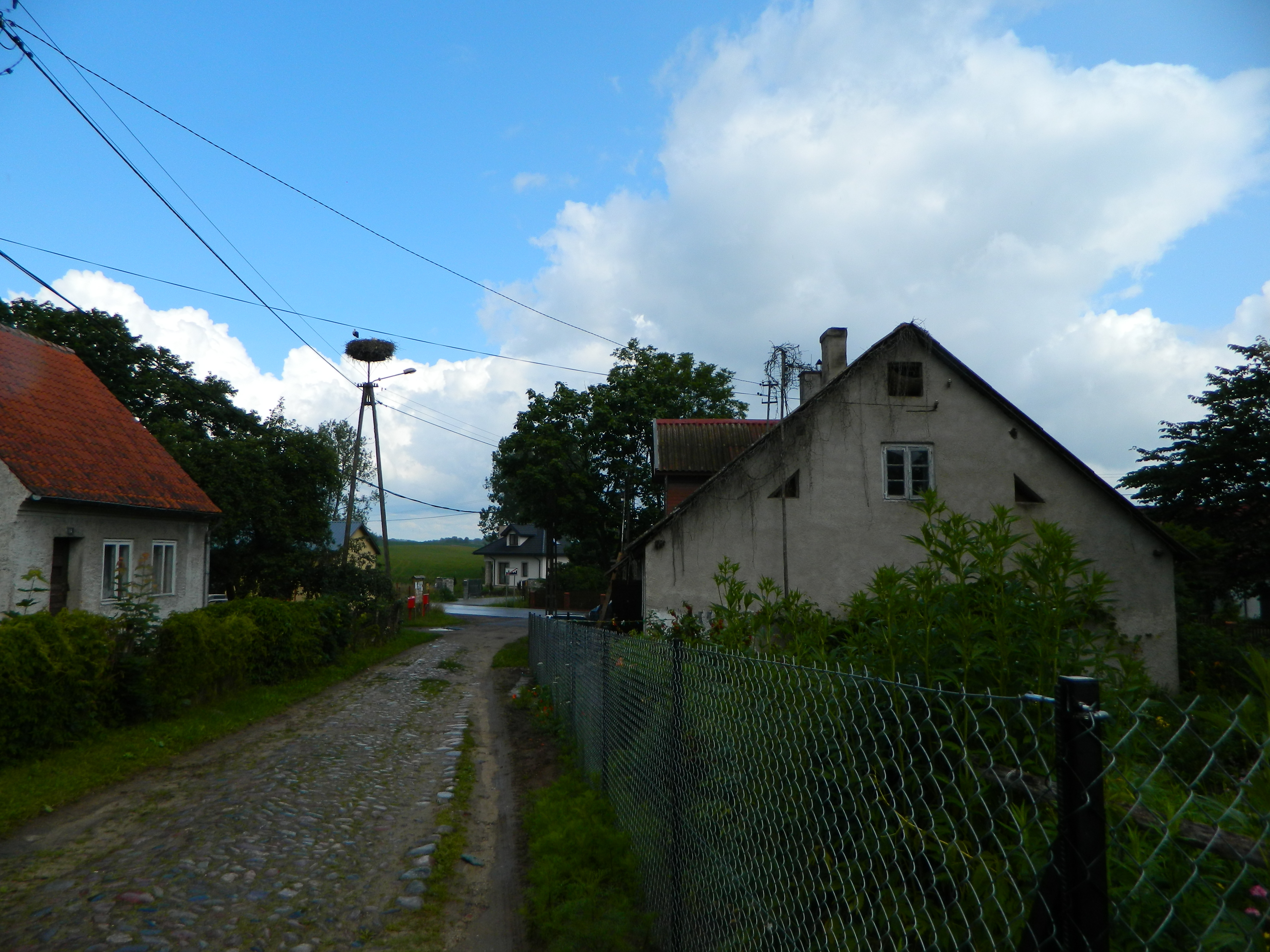
Dorfstraße mit Storchennest in Jeęcznik

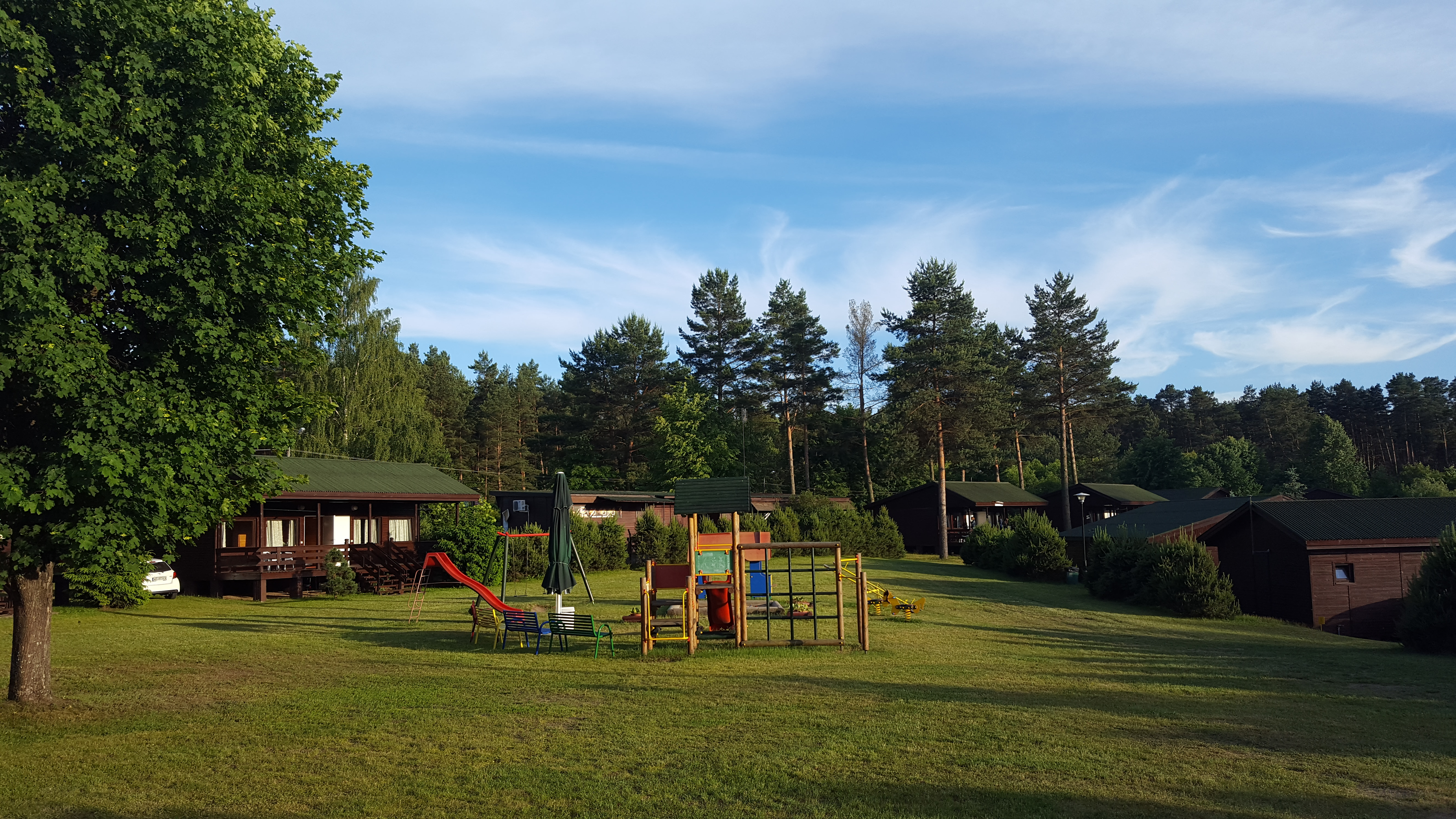
Kinderspielplatz

Die Gründung des anfangsWeißenysche bzw. Weißenitze genannten späteren Gutsortes erfolgte im Jahre 1385. 1450 wurde Weißenysche vom Hochmeister des Deutschen Ordens Konrad von Erlichshausen an David Weißenitz vergeben, und 1700 wurde der Scharwerksdienst im Vorwerk Davidshof genannt, der jedoch 1789 wieder aufgehoben wurde.
Im Jahre 1874 wurde der Gutsbezirk Davidshof in den neu errichteten Amtsbezirk Nareythen (polnisch Narajty) im ostpreußischen Kreis Ortelsburg eingegliedert, 1881 jedoch in den Amtsbezirk Corpellen (1928 bis 1945 Korpellen, polnisch Korpele) umgegliedert, um dann 1884 wieder dem Amtsbezirk Nareythen zugeordnet zu werden. Im Jahre 1910 zählte Davidshof 113 Einwohner.
Aufgrund der Bestimmungen des Versailler Vertrags stimmte die Bevölkerung im Abstimmungsgebiet Allenstein, zu dem Davidshof gehörte, am 11. Juli 1920 über die weitere staatliche Zugehörigkeit zu Ostpreußen (und damit zu Deutschland) oder den Anschluss an Polen ab. In Davidshof stimmten 77 Einwohner für den Verbleib bei Ostpreußen, auf Polen entfielen keine Stimmen.
Am 30. September 1928 gab der Gutsbezirk Davidshof seine Eigenständigkeit auf und schloss sich mit dem Nachbarort Ulonskofen zur neuen Landgemeinde Ulonskofen (1938 bis 1945 Schobendorf, polnisch Piece) zusammen.
Als 1945 in Kriegsfolge das gesamte südliche Ostpreußen an Polen überstellt wurde, war auch Davidshof davon betroffen. Der Ort erhielt die polnische Namensform „Jęcznik“ und ist heute mit dem Sitz eines Schulzenamtes (polnisch Sołectwo) eine Ortschaft im Verbund der Landgemeinde Szczytno (Ortelsburg) im Powiat Szczycieński (Kreis Ortelsburg), bis 1998 der Woiwodschaft Olsztyn, seither der Woiwodschaft Ermland-Masuren zugehörig. Im Jahre 2011 zählte Jęcznik 195 Einwohner.

## Kirche
Bis 1945 war Davidshof in die evangelische Kirche Passenheim in der Kirchenprovinz Ostpreußen der Kirche der Altpreußischen Union sowie in die katholische Kirche Passenheim im damaligen Bistum Ermland. Heute gehört Jęcznik katholischerseits zur Kirche in Grom (Grammen) im jetzigen Erzbistum Ermland, evangelischerseits zur Kirche in Pasym in der Diözese Masuren der Evangelisch-Augsburgischen Kirche in Polen.

## Schule
Vor 1945 gehörte Davidshof mit Ulonskofen/Schobendorf zu einem Schulverband. 1935/36 wurden die schulischen Räumlichkeiten in Davidshof ausgebaut.

## Verkehr
Jęcznik liegt an der verkehrstarken polnischen Landesstraße 53 (frühere deutsche Reichsstraße 134), die die ermländisch-masurische Woiwodschaftshauptstadt Olsztyn (Allenstein) mit dem Norden der Woiwodschaft Masowien verbindet. Außerdem endet eine von Norden kommende Nebenstraße in Jęcznik. Die nächste Bahnstation ist Grom (Grammen) an der Bahnstrecke Olsztyn–Ełk (deutsch Allenstein–Lyck).